# Reserva biológica nacional Serra Talhada
La Reserva biológica nacional Serra Talhada es una reserva biológica administrada por el gobierno federal en el este de Brasil.
La misma comprende un sector remanente de la bioma del bosque atlántico tropical.

## Historia
El parque nacional Pedra Talhada fue creado en 1985 para proteger una muestra representativa del ecosistema del bosque atlántico en las Sierras de Guaribas, Pedra Talhada y Sierra do Cavaleiro.
Debido a la escasez de recursos, no existía un parque y no había protección contra la tala con fines comerciales del bosque o despeje del mismo para tierras de cultivo.
Por ello se crea la Reserva Biológica de Pedra Talhada el 13 de diciembre de 1989 en los municipios de Quebrangulo en el estado de Alagoas y la Lagoa do Ouro en el estado de Pernambuco.
La reserva comprende 4382 ha y es administrada por el Instituto Chico Mendes para la Conservación de la Biodiversidad.

## Medio ambiente
La región posee un clima tropical húmedo con una precipitación media anual de 1250 a 1500 mm. La temperatura es de unos 25 C a lo largo de todo el año.
La topografía de la reserva es irregular, la mayor parte del terreno posee ondulaciones fuertes y colinas.
El Lajeado dos Bois, con una elevación de 860 m s. n. m. es el punto más elevado del estado de Alagoas.
La reserva es una zona de transición del bosque atlántico con bosques xerófilos caducos, árboles que alcanzan los 15 a 20 m de altura y una sabana con vegetación espinosa y caduca.
Hacia el 2006 aun ciertas partes del parque eran utilizadas para cultivar y criar animales para subsistencia, y el fuego era utilizado para despejar el terreno y renovar las pasturas.

## Estado
Para 2009 la Reserva Biológica era una reserva natural estricta Ia según la clasificación de áreas protegidas de la UICN, su superficie terrestre es de 4469 ha.
Entre las especies de aves protegidas se cuentan el busardo cuelliblanco (Buteogallus lacernulatus), el jejenero rojizo (Conopophaga lineata), el hormiguero festoneado (Myrmeciza ruficauda), urú (Odontophorus capueira), carpinterito verdoso (Picumnus exilis) y orejerito de Alagoas (Phylloscartes ceciliae).